# Суша из 22. века п. н. е.
Суша 22 века п. н. е. је представљала један од најтежих климатских догађаја у холоцену. Суша је започела око 2200. п. н. е. и изгледа да је трајала цели век. Вероватно је била узрок пада Старога краљевства у Египту и Акадског царства у Месопотамији.

## Антички Египат
Око 2150. п. н. е. Старо краљевство у Египту се нашло под катастрофалним климатским ударом. Уследила је серија изузетно нискога нивоа Нила. Нил је дотада својим поплавама омогућавао наводњавање. Ниски ниво Нила изазвао је пропаст централне власти у Египту. Уследила је глад, немири, побуне и фрагментација, што је трајало око 40 година. Након тога уследило је раздобље опоравка и успостављања реда у различитим провинцијама. Египат је тек након дуго времена био поново уједињен под новом династијом и у новом облику краљевства. Процес опоравка је зависио од провинцијских управника, правде, иригационих пројеката и административне реформе.

## Налази о великој суши
Постоје бројни налази и мерења која показују да се пре око 4.000 до 4.500 година десила велика суша. То су показала ископавања у Сирији 1993. Гас, Севант и остали су показала да су се битно смањили нивои језера у северној Африци.
Исти налаз је потврђен и помоћу леда из источне екваторијалне Африке. Дејвис и Томпсон су 2006. нашли помоћу леда са Анда да је у том периоду била знатно повећана концентрација прашине, што указује на исти узрок, велику сушу. Сва та истраживања су показала да је до веома јаке суше дошло нагло (унутар једне декаде) и да је јако дуго трајала, и до неколико векова. Суша је исто тако нагло и нестала.